# WMMT Jamboree
Das WMMT Jamboree war eine US-amerikanische Country-Sendung, die vom Radiosender WMMT aus McMinnville, Tennessee, gesendet wurde.

## Geschichte
Die Idee des Jamborees kam von Pleas Taylor, der den Vorschlag Roy Crocket, dem Leiter des Radiosenders WMMT, vorlegte. Crocket erklärte sich angesichts der Beliebtheit der Barn Dance Shows bereit, eine solche Sendung zu organisieren. Da das Studio des Senders jedoch zu klein war, um eine Show mit Publikum abzuhalten und es kein geeignetes Auditorium in der Nähe gab, baute man eine Freilichtbühne auf einem freien Feld auf. Ähnlich einem Autokino konnten die Zuschauer mit ihren Fahrzeugen nun vor die Bühne fahren und sich die Show angucken. Ray Hill, Mitglied der Hill Family, erinnert sich: „People for miles around would drive their cars and park them on the lawn facing the stage. Some sat in their cars watching while others brought lawn chairs or blankets to sit on.“ Das erste WMMT Jamboree fand 1954 statt.
Drei Gruppen stellten den Kern der Show: die Hill Family, die Smilin’ Hillbillies und die Taylor Brothers. Moderator der Show war Pleas Taylor, der Bass spielte und schon Mitglied in der Band von Eddie Hill war. Da das Wetter nicht das ganze Jahr über den Anforderungen des Jamborees entsprach, mussten die Liveshows im Herbst und Winter eingestellt werden. Die Künstler mussten daher aus dem kleinen Studio senden. Im Frühjahr und Sommer wurde die Show wieder auf die Freilichtbühne verlegt.
Das WMMT Jamboree war bis 1960 auf Sendung, wurde danach wegen abnehmender Beliebtheit aber eingestellt.

## Gäste und Mitglieder
- The Hill Family
- The Taylor Brothers
- The Smilin’ Hillbillies